# Multiplicador de capacitat
Un multiplicador de capacitat està dissenyat per fer que un condensador funcioni com un condensador molt més gran. Això es pot aconseguir com a mínim de dues maneres.
- Un circuit actiu, que utilitza un dispositiu com un transistor o un amplificador operacional.
- Un circuit passiu, amb autotransformadors. Normalment s'utilitzen per a estàndards de calibració. El General Radio / IET labs 1417 n'és un exemple.

Els multiplicadors de condensadors fan possibles filtres de baixa freqüència i circuits de temporització de llarga durada que no serien pràctics amb els condensadors reals. Una altra aplicació és en fonts d'alimentació de corrent continu on la tensió de ondulació molt baixa (sota càrrega) té una importància cabdal, com en els amplificadors de classe A.

## Basat en transistors

Un multiplicador de capacitat de transistors bàsic.

Aquí la capacitat del condensador C1 es multiplica per aproximadament el guany de corrent del transistor (β).
Sense Q, R2 seria la càrrega del condensador. Amb Q al seu lloc, la càrrega imposada a C1 és simplement el corrent de càrrega reduït per un factor de (β + 1). En conseqüència, C1 apareix multiplicat per un factor de (β + 1) quan es veu per la càrrega.
Una altra manera és mirar aquest circuit com un seguidor emissor amb el condensador C1 que manté la tensió a la base constant amb la càrrega de la impedància d'entrada de Q1: R2 multiplicada per (1 + β), de manera que el corrent de sortida s'estabilitza molt més contra el soroll de la tensió de la línia elèctrica.

## Basat en amplificador operacional

Un multiplicador de capacitat d'amplificador operacional bàsic.

Aquí, la capacitat del condensador C1 es multiplica per la relació de resistències: C = C1 * R1 / R2 al node Vi.

Multiplicador de capacitat més avançat

La capacitat sintetitzada també aporta una resistència en sèrie aproximadament igual a R2, i apareix un corrent de fuga a través de la capacitat a causa dels desplaçaments d'entrada d'OP. Aquests problemes es poden evitar amb un circuit amb dos amplificadors operacionals. En aquest circuit, l'entrada a OP1 es pot acoblar si cal, i la capacitat es pot fer variable fent que la relació de R1 a R2 sigui variable. C = C1 * (1 + (R2 / R1)).

## Basat en autotransformador
Aquests permeten la síntesi de valors precisos de gran capacitat (per exemple, 1 F) multiplicant la capacitat d'un condensador de valor inferior d'alta precisió mitjançant l'ús de dos transformadors. La seva funció actua com a estàndard de referència, no com a element de circuit de propòsit general. El dispositiu resultant és un element de quatre terminals i no es pot utilitzar en corrent continu.